# Moxi (pâtisserie)
Pour les articles homonymes, voir Moxi.
Le moxi est une pâtisserie traditionnelle algérienne,,.

## Description
Cette pâtisserie est composée de deux biscuits longs collés par de la confiture, enrobés dans un flan au caramel, recouverts de cacahuètes concassées puis de chocolat.